# Guerra del Dominio
Nell'universo fantascientifico di Star Trek, la guerra del Dominio è il conflitto combattuto fra il Dominio (maggiore potenza del Quadrante Gamma) e l'alleanza del Quadrante Alfa (composta in via speciale da Federazione dei pianeti uniti, Impero Klingon e Impero Romulano) tra il 2373 e il 2375. Le vicende della guerra sono narrate nelle ultime due stagioni della serie televisiva Star Trek: Deep Space Nine.

## Premesse
Nel 2369 l'occupazione cardassiana del pianeta Bajor finì: i Cardassiani furono cacciati dal pianeta dalle varie fazioni della Resistenza bajoriana. I Bajoriani non inflissero una seria sconfitta militare alle forze occupanti, ma i loro continui attacchi terroristici resero l'occupazione indesiderabile da parte dei cardassiani; fu così presa la "decisione politica" di ritirarsi. I vari gruppi della resistenza bajoriana formarono quindi un governo provvisorio per sovrintendere alla ricostruzione del pianeta, che era stato ecologicamente, culturalmente ed economicamente devastato dall'occupazione. Uno dei primi atti da parte di questo governo fu quello di chiedere aiuto alla Federazione dei pianeti uniti.
La Federazione rispose inviando il comandante Benjamin Sisko a prendere il comando della stazione spaziale Terok Nor, una stazione mineraria abbandonata dai Cardassiani. Questa stazione fu rinominata Deep Space Nine e divenne uno dei maggiori centri diplomatici e commerciali per Bajor. Sisko ebbe il compito di sostenere la ricostruzione di Bajor al fine di accelerare il suo processo di adesione alla Federazione.
Poco dopo l'arrivo di Sisko su Deep Space Nine, venne scoperto nei paraggi un tunnel spaziale stabile che collegava il territorio bajoriano del Quadrante Alfa con il Quadrante Gamma, in un punto a circa sessantamila anni luce da Bajor: una distanza impossibile da coprire dalle ordinarie tecnologie di propulsione astronautica. Per usufruire meglio di questa scoperta, la stazione spaziale fu spostata dall'orbita di Bajor fino a un punto all'imbocco del tunnel spaziale.
Si scoprì anche che il tunnel era la casa degli alieni conosciuti dai Bajoriani come i Profeti, i quali esistono in un solo punto dello spazio (il tunnel spaziale) ma in tutti i punti del tempo, cosa che permette loro di avere una visione non-lineare dell'universo, dove gli effetti possono precedere le cause. Essi, per ragioni sconosciute, fecero di Sisko il loro Emissario presso il popolo bajoriano. Sisko non apprezzò questo ruolo da icona (né lo fece il Comando di Flotta), specialmente da quando cominciò a essere trattato dai Bajoriani con religiosa riverenza, ma imparò ad accettarlo e lo usò per favorire l'aiuto della Federazione verso Bajor.

## Primo contatto con il Dominio
L'esplorazione del Quadrante Gamma si avviò senza eventi particolari per circa un anno. Poi, durante una missione economica di routine da parte dei Ferengi, Quark sentì delle voci sul Dominio, che apparentemente era un'unione di civiltà simile alla Federazione con lo scopo di difendersi e commerciare. Quark, sotto il regno del Gran Nagus Zek, fu autorizzato a negoziare un trattato fra Ferengi e Dominio; questi negoziati furono ultimati con successo.
Tempo dopo cominciò una vera e propria "corsa alla colonizzazione" del Quadrante Gamma da parte delle potenze del Quadrante Alfa, facendo conoscere queste ultime alle specie autoctone, e attraverso queste al Dominio. Preoccupanti rapporti attestarono che il Dominio cominciava a emergere come la potenza dominante nel Quadrante Gamma: i rapporti sembravano indicare che ciò che il Dominio non riusciva a ottenere tramite accordi, lo otteneva con la forza. Questi rapporti cominciarono nel 2370 quando un'enorme flotta di vascelli Skrreea apparve nel Quadrante Alfa, con l'intento di cercare un nuovo pianeta natale dopo che il loro precedente mondo era stato completamente distrutto dalle forze del Dominio.
Verso la fine del 2370, Sisko, suo figlio Jake, Quark e suo nipote Nog visitarono un pianeta disabitato del Quadrante Gamma per una ricerca di scienze promosso dalla scuola di Jake e Nog. Fu qui che incontrarono per la prima volta i Jem'Hadar, la forza militare del Dominio. Sisko e Quark vennero catturati insieme a un alieno misterioso (poi identificato come un Vorta, uno dei leader militari del Dominio) di nome Eris. Quindi i Jem'Hadar mandarono una nave di rappresentanza a Deep Space Nine per informare il Quadrante Alfa che non sarebbero più state tollerate intrusioni nello spazio del Dominio: dettero anche al maggiore Kira Nerys una lista con le colonie e le astronavi già distrutte per aver violato il loro spazio. La Federazione rispose inviando una squadra di salvataggio composta dal vascello di classe Galaxy USS Odyssey e tutti i tre runabout di Deep Space Nine. La task force avrebbe dovuto portare in salvo i prigionieri (incluso Eris), ma si trovò poi a combattere contro tre navi d'attacco Jem'Hadar. Una di queste, con un'azione kamikaze, distrusse il nucleo della Odyssey, provocando la perdita dell'astronave. In seguito alla sua distruzione, le altre navi della Flotta Stellare dovettero fuggire verso il Quadrante Alfa subito dopo aver recuperato Sisko e gli altri prigionieri. Una volta ritornati su Deep Space Nine, si scoprì che Eris era una spia e che la cattura di Sisko era stata architettata dai Fondatori, i misteriosi alieni che governano il Dominio. Dopo essere stata scoperta, Eris usò una sorta di teletrasporto per defilarsi, facendo intendere una tecnologia molto più avanzata di quelle messe a punto dalle specie del Quadrante Alfa.

### Primo contatto fra la Federazione e i Fondatori
All'inizio del 2371 Sisko ritornò su Deep Space Nine, dopo essere stato sulla Terra per un incontro col Comando della Flotta Stellare, ottenendo il comando della USS Defiant, un prototipo di vascello da battaglia sviluppato originariamente per combattere i Borg, ma modificato con un dispositivo di occultamento romulano per entrare nel Quadrante Gamma e trovare e incontrare i Fondatori pacificamente, evitando battaglie.
L'equipaggio della Defiant trovò così i Fondatori, scoprendo che erano mutaforma della stessa razza di Odo, il capo della sicurezza della stazione Deep Space Nine. Malgrado avesse un forte desiderio di ritornare nel suo pianeta natale, Odo trovò la filosofia dei Fondatori, esemplificata nella frase «tutto ciò che puoi controllare non può nuocerti», ripugnante. Odo chiese quindi di tornare al Quadrante Alfa con tutto lo schieramento delle forze federali intatto. I Fondatori, guidati da un personaggio identificato soltanto come "la cambiante femmina", acconsentirono alla richiesta di Odo, sperando che esso volesse un giorno tornare fra loro nel Dominio. Questo episodio segnò l'inizio di una guerra fredda fra il Dominio e la Federazione dei pianeti uniti, con piccole schermaglie fra le due parti e una costante costituzione di forze militari.

### Attacco dei servizi segreti cardassiani/romulani
Nel frattempo, le altre potenze del Quadrante Alfa non stettero ad aspettare le mosse del Dominio. L'Ordine ossidiano, i servizi segreti cardassiani, si alleò con il Tal Shiar, la controparte romulana. Insieme, essi costituirono segretamente una modesta flotta di 20 vascelli nascosta nel settore Orrias dello spazio cardassiano e progettata per inoltrarsi nel Quadrante Gamma e distruggere il pianeta natale dei Fondatori, sperando che il Dominio sarebbe collassato senza di essi.
Ma i Fondatori, usando le loro abilità di mutaforma, si infiltrarono nel Tal Shiar così da conoscerne i piani e poter bloccare l'offensiva: la flotta cardassiano-romulana scoprì troppo tardi che il pianeta natale dei Fondatori, nella nebulosa di Omarion, era stato opportunamente abbandonato, e mentre erano occupati a bombardarlo vanamente una flotta di 150 navi da attacco Jem'Hadar emerse dietro il pianeta attaccando e distruggendo tutte le navi nemiche. Il Dominio sconvolse il Quadrante Alfa con questo attacco (che fu considerato simile alla Battaglia di Wolf 359), lasciando soltanto la Federazione e l'Impero Klingon come potenze rimaste a difendere il proprio Quadrante dal Dominio. Per il fatto che sia l'Ordine Ossidiano che il Tal Shiar non avrebbero dovuto avere una flotta di navi, la battaglia non causò danni alla flotta ufficiale cardassiana né a quella romulana, ma la sconfitta ebbe un effetto psicologico significativo: l'Unione Cardassiana successivamente si unì al Dominio e l'Impero Romulano firmò un patto di non-aggressione con esso. Dopo quella battaglia, l'Ordine Ossidiano venne distrutto, la Tal Shiar sopravvisse, anche se in uno stato pietoso: si sarebbe fatto sentire tardi nella guerra.

## Infiltrazione dei Fondatori e destabilizzazione politica
Verso la fine del 2371 si venne a sapere che i Fondatori si erano infiltrati in ognuna delle maggiori potenze del Quadrante Alfa. Un mutaforma tentò, pur senza successo, di provocare una nuova guerra tra la Federazione e gli Tzenkethi, così da destabilizzare il quadrante. Il piano fu sventato da Sisko e dai suoi uomini, ma la conseguente paranoia su chi potesse o non potesse essere un Cambiante contagiò pressoché tutti. Nel 2372 le forze dell'Impero Klingon assaltarono l'Unione Cardassiana, convinti che fosse caduta in mano ai Fondatori. Infatti, con la caduta dell'Ordine Ossidiano i cittadini cardassiani avevano rovesciato il Comando Centrale, il potere militare di Cardassia, eleggendo un governatore civile e restaurando il Consiglio Detapa, l'antico centro di governo politico. I Klingon sospettarono che il Dominio si fosse infiltrato nel governo cardassiano e avesse gestito il colpo di Stato. Nonostante il duro monito contrario della Federazione, i Klingon rifiutarono di porre fine alla loro invasione, se non allorquando scoprirono (ben più tardi) che il Dominio non si era infiltrato fra i Cardassiani, ma fra i Klingon stessi, nelle sembianze del generale Martok. Ma nel frattempo l'invasione portò a una destabilizzazione politica nell'Impero Klingon, che si ritirò dagli Accordi di Khitomer, facendo così cadere la pace con la Federazione. Sembrò così che i Fondatori fossero riusciti nel loro piano di destabilizzazione del Quadrante Alfa come preludio di una loro invasione.
La paranoia causata dai Cambianti continuò durante il 2372. Convinti che il governo della Federazione non prendesse adeguatamente sul serio la minaccia, alcuni ufficiali della Flotta Stellare decisero di organizzare un colpo di Stato nella Federazione in seguito alla scoperta che alcuni cambianti (almeno quattro) erano giunti sulla Terra, persino nel quartier generale della Flotta a San Francisco. Un atto terroristico sulla Terra, il primo dopo secoli, provocò la morte di decine di diplomatici federali e romulani nel corso di un summit. Il tentativo di colpo di Stato dell'ammiraglio Leyton portò a un conflitto armato fra le navi della Flotta, per la prima volta da quando Khan Noonien Singh dirottò la USS Reliant e combatté la USS Enterprise: infatti la USS Defiant, in rotta verso la Terra, allertata dal capitano Sisko, fu costretta a scontrarsi con la USS Lakota provocando diverse vittime. Ciò consentì tuttavia a Sisko di sventare il complotto, obbligando l'ammiraglio Leyton a rinunciare ai suoi tentativi di imporre la legge marziale nella Federazione e a consegnarsi alle autorità.
La tensione fra la Federazione e l'Impero Klingon, nel frattempo, continuò ad aumentare e la guerra fra le due potenze si scatenò nel tardo 2372, quando la Federazione rifiutò di sostenere i Klingon nel reclamare il settore Archanis. Ma l'Impero non poteva effettivamente combattere una guerra su due fronti, contro Cardassia e contro la Federazione. Nel frattempo, verso la metà del 2373, l'Unione Cardassiana, sotto la guida di Gul Dukat (il precedente prefetto di Terok Nor – l'attuale Deep Space Nine – ed ex consigliere militare del governo civile cardassiano), si alleò ufficialmente con il Dominio per contrastare l'invasione klingon. Questo consentì ai Fondatori di istituire un solido punto di appoggio nel Quadrante Alfa, e grazie alle forze del Dominio i Cardassiani riuscirono infine a scacciare i Klingon dal proprio spazio, infliggendo loro una pesante sconfitta. Con il Dominio ormai alle porte del Quadrante Alfa, l'Impero Klingon fu costretto a riconfermare gli Accordi di Khitomer, ponendo fine alla breve guerra con la Federazione.
Nel 2373, il dottor Julian Bashir di Deep Space Nine fu rapito e detenuto in una prigione del Dominio nel Quadrante Gamma. Quando Worf e Garak andarono a liberare Enabran Tain (il Cardassiano mentore e padre di Garak) nella stessa prigione, scoprirono che il vero Bashir era lì da varie settimane. Infatti chi lo aveva rimpiazzato fino a quel momento su Deep Space Nine era stato così abile e convincente che nessuno aveva pensato che fosse in realtà un Cambiante infiltrato. Quest'ultimo sabotò le operazioni di chiusura del tunnel spaziale (operazioni atte a bloccare l'invasione del Dominio nel Quadrante Alfa) e si stava anche preparando a distruggere il sole bajoriano al fine di distruggere anche Deep Space Nine e pure la flotta federo-klingon che era stata inviata a difendere la stazione; in questo modo avrebbe reso praticamente nulla la resistenza all'invasione della flotta del Dominio nel Quadrante Alfa. Finalmente, alcuni prigionieri del Dominio organizzarono una fuga; il vero Bashir riuscì a mandare un messaggio a Deep Space Nine, e in poco tempo la USS Defiant riuscì a catturare il Cambiante e impedirgli di realizzare la sua missione di distruzione del sistema bajoriano.
Da quel momento il Dominio iniziò tuttavia a inviare flotte di vascelli attraverso il tunnel spaziale a sostegno della sua presenza nel Quadrante Alfa e a rinforzo della posizione cardassiana, in modo però da non destare il sospetto di un'invasione ma permettendo un continuo spiegamento di forze nello spazio cardassiano col pretesto di un loro indebolimento dopo la guerra contro i Klingon. La Federazione e l'Impero Klingon decisero che tale situazione non poteva essere tollerata e iniziarono l'installazione di un campo minato autonomo e occultato all'imboccatura del tunnel (dalla parte del Quadrante Alfa). Questo effettivamente tagliò fuori dal Quadrante Alfa le linee di rinforzo e rifornimento del Dominio. L'atto fu considerato da Gul Dukat e dal suo consigliere del Dominio, il Vorta Weyoun, come un gesto di guerra e in risposta lanciarono un attacco a Deep Space Nine. Questa battaglia fu universalmente identificata come il vero inizio della Guerra del Dominio.

## La grande guerra

### Invasione del Quadrante Alpha da parte del Dominio
Le forze combinate del Dominio e dei Cardassiani lanciarono il loro attacco a Deep Space Nine per strappare il controllo della stazione alla Federazione con un'azione strategicamente calcolata: una forza d'attacco federo-klingon stava in quel momento muovendo contro il cantiere navale del Dominio a Torros III, e questo consentì alla flotta nemica coalizzata di prendere possesso di Deep Space Nine. Prima dell'attacco, su consiglio di Sisko (nel frattempo promosso a capitano), il governo bajoriano firmò un trattato di non-aggressione con il Dominio, cosa che permise alle forze bajoriane di rimanere illese all'interno della stazione. Inoltre, il maggiore Kira attivò un programma del computer che disabilitò completamente tutti i sistemi di Deep Space Nine, rendendo la stazione praticamente inservibile per un certo periodo di tempo, nella speranza che la Flotta Stellare riuscisse a riconquistarla prima che il Dominio fosse riuscito a rimediare al danno; ma questa stima di una breve occupazione risultò essere molto ottimistica. Tuttavia era chiaro che per il Dominio fu una vittoria pagata cara poiché perse 50 navi e i moli di attracco di Torros III. Nel 2374, mentre Dukat e Weyoun stavano cercando un modo sicuro per disabilitare il campo minato all'entrata del tunnel, Kira iniziò a condurre un suo movimento di resistenza sulla stazione, creando discordie fra i Cardassiani (in particolare fra il secondo in comando di Dukat, Damar) e i Jem'Hadar presenti su Deep Space Nine.
Nella tarda primavera del 2374 era ormai chiaro che la Federazione e l'Impero Klingon stavano lentamente perdendo la guerra. I numerosi vantaggi strategici del Dominio, come ad esempio sensori a lunghissimo raggio per monitorare i movimenti nemici, la rapida costruzione di vascelli o ancora le avanzate tecniche di combattimento jem'hadar, provocarono dei grandi danni nei primi mesi della guerra. La Federazione e l'Impero stavano volgendo verso un'azione di ritirata, ripiegando di settore in settore evacuando le loro navi. Anche l'occultamento spesso non funzionava in quanto i sensori tachionici del Dominio potevano facilmente penetrare la schermatura. Più tardi, Sisko convinse i vertici della Flotta Stellare che il punto chiave strategico del conflitto non andava visto in ciascun pianeta del Quadrante Alfa, ma piuttosto in Deep Space Nine: così, in quella che fu chiamata "Operazione Ritorno", una flotta costituita da elementi di tre comandi federali fu riunita, con la partecipazione della Forza di Difesa klingon, allo scopo di riconquistare la stazione e destabilizzare l'alleanza fra Dominio e Cardassia.
Attraverso i fronti passarono delle voci che sostenevano che Dukat fosse prossimo a smantellare il campo minato. La notizia costrinse la Flotta Stellare e l'Impero Klingon, le cui flotte non avevano ancora raggiunto Deep Space Nine, a lanciarsi in un attacco disperato. Avendo niente da perdere, la Federazione lanciò il suo assalto (conosciuto come la Battaglia di Bajor) con 627 navi contro 1254 vascelli dell'Alleanza Cardassia/Dominio; grazie anche all'intervento dei Klingon, la USS Defiant riuscì a oltrepassare le linee nemiche e a dirigersi verso il tunnel spaziale – essendo il campo minato disabilitato – grazie ai grandi sforzi del maggiore Kira, Rom, Odo e alcuni ufficiali della Milizia bajoriana di Deep Space Nine. Nel disperato e futile tentativo di rallentare le 2800 navi del Dominio che si stavano riversando nel tunnel dal Quadrante Gamma, Sisko entrò nel warmhole e fu allora che i Profeti decisero di intervenire. Apparentemente, Sisko non aveva portato a termine il proprio compito come Emissario dei bajoriani. Prevedendo che Sisko sarebbe morto nel suo coraggioso tentativo di fermare le forze del Dominio che stavano arrivando, i Profeti decisero di impedire ciò. Non si sa per certo cosa accadde alla flotta del Dominio mentre stava attraversando il tunnel; essa era – citando Miles O'Brien) – «just gone»: era semplicemente scomparsa. Con il morale dei Cardassiani a terra e con più di 200 navi dell'alleanza Dominio/Cardassia distrutte durante l'azione di attacco verso la stazione, il nemico abbandonò Terok Nor, e la Federazione riprese nuovamente il controllo di essa. Notare che con la flotta in ritirata e le armi disattivate dal movimento di resistenza, la stazione non avrebbe potuto essere adeguatamente protetta dal Dominio, così come la Federazione non poteva essere abbastanza in forze da inseguire la flotta nemica in ritirata. La vittoria della Federazione tramite "deus ex machina" (attraverso, cioè, un intervento divino) costò a Gul Dukat non solo il proprio posto come capo di Stato a Cardassia, venendo rimpiazzato da Damar, ma anche la vita della propria figlia Tora Ziyal e la sua sanità mentale.

### Dopo l'“Operazione Ritorno”
Con il Dominio ricacciato verso lo spazio cardassiano, sembrò che la guerra sarebbe terminata. Effettivamente, Damar e Weyoun arrivarono a Deep Space Nine poco tempo dopo per negoziare un trattato di pace con l'alleanza federo-klingon, aumentando le speranze di una fine del conflitto. Nella realtà dei fatti, però, si trattò solo un tentativo di prendere il controllo dei pianeti chiave attraverso i quali il Dominio si sarebbe potuto rifornire del ketracel bianco, la sostanza indispensabile alla sopravvivenza dei soldati jem'hadar. La Federazione, ciò nonostante, ratificò il trattato d'armistizio, dietro consiglio del dottor Bashir e di un gruppo di persone geneticamente modificate come il medico, che avevano attentamente studiato la cosa sul piano strategico e statistico, in modo che il Dominio non fosse stato forzato ad attaccare subito, prima che le loro riserve si fossero esaurite, così da non sprecare quelle scorte non potendo garantire un prossimo rifornimento.
Ci fu così un breve periodo di tregua durante il quale entrambi i fronti si riorganizzarono. Sfortunatamente, la tecnologia di allevamento jem'hadar combinata con l'avanzata produzione dei bacini di costruzione portò il Dominio a rimettersi in forze per primo.
Dopo quasi sei mesi di relativa pace con poche e poco rilevanti schermaglie di frontiera, navi Jem'Hadar attraversarono lo spazio romulano – la Zona Neutrale – e attaccarono la Federazione, prima che fosse formulato il trattato di non-aggressione: la guerra scoppiò nuovamente in tutta la sua violenza. Il Dominio, prendendosi un vantaggio sulle navi della Flotta Stellare, invase e catturò Betazed con un attacco a sorpresa da manuale, conquistando così una base avanzata per attaccare in profondità la Federazione, controllandone settori chiave.
Sisko, convinto che solo i Romulani potessero ormai cambiare la situazione strategica abbastanza da permettere all'Alleanza federo-klingon di condurre l'offensiva, progettò con Garak (l'unico cardassiano rimasto su Deep Space Nine, ex membro di primo piano dell'Ordine Ossidiano e figlio segreto di Enabran Tain) di creare false prove di un complotto del Dominio per invadere Romulus, il pianeta natale e capitale dell'Impero Romulano. Il senatore romulano Vreenak, tra i maggiori sostenitori delle neutralità dell'Impero, analizzò queste "prove" e scoprì che erano false. Furioso, Vreenak progettò di ritornare su Romulus per rivelare un complotto contro l'intero Quadrante Alfa, un'azione che avrebbe portato perciò a un'alleanza con il Dominio. Tuttavia, la navetta del senatore esplose misteriosamente durante il suo viaggio di ritorno e la colpa fu attribuita al Dominio. Sisko interrogò Garak, che rivelò di aver piazzato una bomba a bordo, sembrandogli il fondato timore di una futura alleanza fra Impero Stellare Romulano e Dominio un motivo soddisfacente per uccidere il Senatore.
Qualche giorno dopo, l'Impero Stellare Romulano dichiarò formalmente guerra contro il Dominio, bilanciando la situazione a favore dell'Alleanza del Quadrante Alfa. Contemporaneamente alla formazione dell'alleanza coi Romulani, l'ufficiale medico capo di Deep Space Nine, Julian Bashir, fu messo al corrente dell'esistenza all'interno della Federazione della Sezione 31, un'agenzia segreta simile all'Ordine Ossidiano. La Sezione 31 sembrava molto interessata a manipolare la guerra dietro le quinte e tentò di reclutare Bashir nelle loro truppe. Bashir rifiutò, informò Sisko dell'esistenza della Sezione e adottò un atteggiamento di attesa.
Con l'aiuto delle flotte romulane, l'Alleanza mosse un'offensiva, invadendo per la prima volta lo spazio cardassiano e conquistando il sistema Chin'toka al Dominio, all'inizio del 2375.
La Sezione 31 era molto occupata, ma aveva anticipato di molto chiunque altro: erano infatti riusciti a infettare Odo con un virus che egli contagiò involontariamente agli altri Fondatori fondendosi con loro nel Grande legame alcuni anni prima che la guerra iniziasse. La Sezione 31, infatti, aveva subito visto nel Dominio una chiara minaccia per il Quadrante Alfa e per la Federazione e aveva agito in segreto, così come aveva tentato di imitare il Tal Shiar romulano e l'Ordine Ossidiano cardassiano, ma con ben più efficacia: anch'essi erano giunti alla conclusione che se fossero morti i Fondatori, sarebbe crollato il Dominio.
Verso la metà del 2375 i Fondatori vennero danneggiati seriamente e fu compromessa la loro abilità di cambiare forma, e venne pure compromessa l'abilità della leader cambiante di condurre il Dominio in guerra. Il legato Damar si sentiva sempre più frustrato a causa della guerra apparentemente in stallo (l'avanzata dell'Alleanza del Quadrante Alfa nello spazio cardassiano era terminata dopo Chin'toka di fronte all'inossidabile resistenza del Dominio) e della sua posizione di "marionetta" del Dominio. L'aumentare delle perdite militari cardassiane lo portò a un esaurimento nervoso, tanto che cominciò a bere senza ritegno e a criticare più volte l'abilità del Dominio di condurre con successo la guerra.
Quando la posizione del Dominio cominciò a diventare sempre più precaria, con l'Alleanza che continuava a prendere l'iniziativa, la leader cambiante formò con successo un'alleanza con i Breen, una specie relativamente poco conosciuta del Quadrante Alfa. La loro entrata in scena portò temporaneamente le sorti della guerra a favore del Dominio. Le forze breen attaccarono di sorpresa la Terra, bombardando e danneggiando gravemente il quartier generale della Flotta Stellare a San Francisco. Si trattò di una vittoria di Pirro in quanto la maggior parte delle navi breen vennero distrutte dal contrattacco della Flotta Stellare e il danno fu perciò relativamente scarso, ma i Breen suscitarono comunque forte apprensione negli animi dei loro nemici. I vascelli breen erano equipaggiati con dissipatori di energia che rendevano ogni bersaglio inerte. Questo permise al Dominio di riprendere il controllo della situazione, estendendo le proprie linee di frontiera e riprendendosi momentaneamente il sistema Chin'toka in una battaglia che distrusse fra le molte navi anche la USS Defiant. Su molti vascelli klingon si cominciarono ad approntare delle migliorie per combattere meglio Breen e Dominio, ma questo ridusse momentaneamente la flotta klingon a circa venti navi.
I Klingon, ora lontani dal fronte, vennero avvisati dai comandanti dell'Alleanza di tenere la loro posizione mentre gli scienziati provavano a trovare un modo per contrastare le avanzate armi Breen. La strategia del gen. Martok era quella di inviare dei gruppi di vascelli occultati per condurre una rapida serie di incursioni contro bersagli facili, tenendo il Dominio in modo che non potesse preparare un'offensiva, sperando che nel frattempo le flotte federali e klingon riuscissero a riorganizzarsi. Tuttavia, il cancelliere Gowron cominciò ad aver timore che la strategia e il modo di pensare di Martok potessero offuscare il suo prestigio: così, egli spedì le navi di Martok contro bersagli impossibili, rendendo inefficace la strategia klingon e gettando nel caos il fronte alleato. La situazione si risolse allorquando Worf, l'ufficiale addetto alle operazioni strategiche di Deep Space Nine, sfidò Gowron in un duello all'ultimo sangue, uccidendolo. Così, i rimanenti membri del consiglio elessero Worf come nuovo cancelliere dell'Impero Klingon. Worf, però, rifiutò l'importante carica, lasciandola invece a Martok. Da quel momento il panorama politico klingon si stabilizzò e la guerra tornò alle precedenti condizioni.

### Assalto finale e caduta di Cardassia
Con il Dominio che prendeva ormai tutte le decisioni, sia militari che politiche, incluso donare ai Breen alcune colonie cardassiane, il legato Damar, con l'assistenza del neo-promosso colonnello Kira Nerys, Garak e Odo, cominciò a formare un movimento di resistenza con lo scopo di portare il Dominio fuori dallo spazio cardassiano. Damar fu scoperto come ribelle nemico del Dominio e dovette nascondersi. Egli, tuttavia, non sapeva bene come condurre una guerra di insurrezione e continuò a subire sconfitte. Kira, Garak e Odo vennero quindi inviati come "consiglieri tecnici" per aiutare le truppe di Damar a provocare il maggiore danno possibile. Il gruppo di Damar, con l'aiuto del gruppo di Kira, dirottò quindi con successo un vascello del Dominio con installate armi breen. Il team riuscì a portare al sicuro la nave nel territorio federale, rendendo possibile agli scienziati di trovare un contrattacco funzionante contro quelle armi; ciò portò l'Alleanza in vantaggio, avendo ora la possibilità di combattere le navi del Dominio.
In risposta, la leader cambiante decise di ritirarsi nel più piccolo angolo dello spazio cardassiano e instaurare strutture di difesa per bloccare l'attacco dell'Alleanza. La sua intenzione era quella di far credere all'Alleanza di aver vinto la guerra, per costituire col tempo una grande potenza di attacco. Tuttavia, la Fondatrice sottovalutò la risoluzione della Federazione e il suo avanzare finché Cardassia I non fu conquistato. Contemporaneamente, il movimento di resistenza di Damar venne eliminato a causa di traditori e tutte le diciotto maggiori cellule di resistenza vennero distrutte in alcune ore lasciando Kira, Garak e Damar intrappolati e nascosti su Cardassia I.
Più tardi Sisko assunse il comando di una nuova nave, la USS São Paulo, di classe Defiant, ribattezzata poi Defiant. Con un attacco lanciato da Sisko, dall'ammiraglio William Ross, dal cancelliere Martok e dai Romulani, venne invaso lo spazio cardassiano in un'offensiva tutto-o-niente.
Gli sforzi di Damar di fomentare una rivolta popolare contro il Dominio riuscirono, isolando le abilità C3I (comando, controllo, comunicazione, intelligence) di Cardassia I dalle flotte del Dominio, attraverso ad esempio la disabilitazione delle basi energetiche e trasmittenti. Nel tentativo di ricacciare i Cardassiani entro le linee, i Fondatori ordinarono al Dominio di distruggere un'intera metropoli cardassiana (Lakarian City), uccidendo circa due milioni di abitanti. Questa atrocità portò la maggior parte dei comandanti delle flotte cardassiane a cambiare fronte, aiutando l'Alleanza nell'invadere lo spazio cardassiano e portando la situazione a vantaggio di quest'ultima. La defezione dei suoi ex alleati portò la leader cambiante a una decisione drastica, ordinando alle sue truppe la distruzione di tutte le città cardassiane. Le flotte del Dominio rientrarono quindi nell'orbita di Cardassia I e dei sistemi di difesa planetari per un'ultima azione.
I Fondatori decisero di distruggere tutto ciò che dell'Alleanza gli si parasse davanti per fare il maggior danno possibile, causando anche molte vittime, così che sarebbe occorso ancora molto tempo prima che l'Alleanza potesse vincere la guerra, e le sue rimanenti flotte non sarebbero più state una minaccia per il Grande legame (essendo i Fondatori dell'idea che l'Alleanza avrebbe accettato le proposte del Dominio alla fine dell'attacco). Sembrava inevitabile per l'Alleanza una vittoria di Pirro, dato che 800 milioni di cardassiani erano già stati uccisi dai bombardamenti del Dominio.
Il dottor Julian Bashir e il capo Miles O'Brien si impegnarono per trovare una cura per la malattia dei Fondatori, provocata con il virus dalla Sezione 31. La cura fu data a Odo, il quale si precipitò su Cardassia I. In cambio di un patto di pace col Dominio e l'arresto dei capi dei Fondatori, dei Breen e dei Vorta per crimini di guerra, l'Alleanza del Quadrante Alfa permise a Odo di curare i Fondatori. Una dichiarazione formale di cessate ostilità fu proclamata a bordo di Deep Space Nine, ponendo così termine a un conflitto che aveva coinvolto circa tre quarti del Quadrante per circa tre anni, e partito proprio da quella stazione spaziale.

## Conclusione
La fine della guerra rimase per la maggior parte non documentata. Le ramificazioni politiche furono così grandi che tutte le maggiori potenze del Quadrante Alfa, dalla Federazione ai Ferengi, subirono drammatici cambiamenti di potere. Mentre il numero totale delle vittime rimane sconosciuto, è certo che miliardi di persone abbiano perduto la vita nella lotta.
I soldati jem'hadar portarono morte e distruzione su Cardassia I, uccidendo oltre 800 milioni di Cardassiani. Questo senza contare gli oltre sette milioni di Cardassiani che morirono combattendo la guerra. Il danno al pianeta Cardassia I fu molto minore di quello provocato dall'occupazione cardassiana di Bajor. Le implicazioni a lungo termine dello stato delle cose su Cardassia non furono mai rese del tutto note; malgrado il cambio di fronte cardassiano durante l'ultima battaglia, l'Unione Cardassiana diventò un territorio occupato, molto simile alla Germania nazista alla fine della Seconda guerra mondiale.
Odo fece ritorno al pianeta dei Fondatori per curarli dal virus iniettato dalla Sezione 31 e per istruirli riguardo alle altre razze della galassia nello sforzo di riformare la società dei Fondatori.
Il destino finale della femmina cambiante, che rimase nel Quadrante Alfa per dirigere la guerra, non è sicuro, ma è certo che la Federazione non praticava ordinariamente la pena capitale.
Durante la Guerra del Dominio, l'Impero Klingon si indebolì molto, anche perché prima di essa i Klingon avevano già avuto conflitti con i Cardassiani e con la Federazione; inoltre durante la Guerra ebbero a che fare pure con i Breen, senza poter ricevere aiuto dalla Federazione né dai Romulani. Anche il loro panorama politico era in tumulto a causa dell'inefficiente condotta del cancelliere Gowron durante la sua carica. Al momento della fine della Guerra, si pensa che i Klingon avevano perso un'ingente frazione delle loro forze militari: la Sezione 31 predisse che ci sarebbero voluti circa dieci anni prima che i Klingon fossero riusciti a ristabilirsi militarmente ed economicamente.
L'effetto della Guerra sull'Impero Stellare Romulano è per la maggior parte sconosciuto. Diversamente dai Klingon, dai Cardassiani e dalla Federazione, l'Impero Stellare Romulano (con l'eccezione della Tal Shiar) e le proprie forze militari sembrarono aver sofferto solo un modesto danno, dopotutto, grazie anche alla loro tarda entrata in scena e alla resistenza delle flotte romulane. I Romulani disprezzavano la Federazione e non soffrirono mai abbastanza della perdita di territori e risorse e, al contrario dei Klingon, essi ebbero un'unità politica stabile e anche una flotta intatta non toccata dai recenti conflitti.
L'agente Sloan della Sezione 31 predisse che delle quattro maggiori potenze dei Quadranti Alfa e Beta, le sole due che avrebbero potuto effettivamente guidare la politica dei quadranti sarebbero state solo la Federazione e l'Impero Romulano; i Cardassiani erano stati infatti sconfitti e i Klingon avevano subito gravi danni ed erano in cerca di risorse per ristabilirsi in modo veloce. Presupponendo un lungo periodo di inattività dell'Impero Klingon, Sloan si immischiò negli affari interni romulani con l'intenzione di portarli a migliori rapporti con la Federazione nel dopo-guerra. Certamente egli non aveva nessun modo di pensare a una salita al potere di Shinzon e la breccia lasciata dalla sua morte.
Anche se non è considerato un dato canonico, i libri sulla USS Voyager rivelano che due anni dopo la Guerra la Federazione ancora risentiva dei suoi effetti.